# Seszták Szabolcs
Seszták Szabolcs (Budapest, 1975. szeptember 24.) magyar színész, szinkronszínész.

## Pályája
A Karinthy Színházban játszott például a Tanár úr, kérem! című darabban.
A Smallville című sorozatban ő szinkronizálja az ifjú Lex Luthort, a  népszerű Cobra11 sorozatban Semir Gerkhant is ő szólaltatja meg és számos rajzfilmfigura is hozzá köthető. 2016–2019 között a Színház- és Filmművészeti Egyetem drámainstruktor-színjátékos szakos hallgatója volt.
Három gyermeke van : Anna, Janka és Nimród.
Seszták Miklós korábbi nemzeti fejlesztési miniszter, országgyűlési képviselő unokatestvére.

## Színpadi szerepek
- Karinthy Frigyes–Szakonyi Károly: Tanár úr kérem! – Gabi, Vl. b. osztályos tanuló – Karinthy Színház
- Rob Becker-Caveman -Az ősember (Ódry Színpad ) diploma munka
- Akik a tévéből kimaradtak – közreműködő – Új Színház
- Edward Albee: Mindent a kertbe! – Roger – József Attila Színház
- Harvey Fierstein: Kakukktojás – David – Karinthy Színház
- Szakonyi Károly: Adáshiba – Imrus-Karinthy Színház
- Móra Ferenc: Kincskereső kisködmön – Gergő – Duna Palota
- Joe Orton: Szajré – Hal – Thália Színház
- Keller–Fábri–Mikó: Álompalinta – Pepita, a hintaló – Arizona Színház
- Keller-Felvideki : Toprongyozó - Tibor

RS9

## Filmjei

### Játékfilmek
- Pá, drágám (1994)
- Irány Kalifornia! (1997)
- Elk*rtuk (2021)

### Tévéfilmek
- Fagylalt tölcsér nélkül (1989)
- Rizikó (1993)
- Limonádé (2002)
- Nyolc mesterlövész (TV2)
- Családi kör – Alma és fája
- Família Kft. – epizódszerep
- Sakk-matt – vizsgafilm
- Barátok közt
- Magánnyomozók - Az alibi gyár (TV2)
- Csepp barát - Csepp (2020, TV2 Kids)
- Jóban Rosszban - Dr. Besenyei Dávid (2021, Super TV2)

## Szinkronszerepek

### Filmek
- 2012 – Jégkorszak – Sinor alezredes (Sean C. Cooper)
- 54
- Agyatlan ágyasok 2. – Rusty Daugerdaus (Oren Skoog)
- Annapolis – Ahol a hősök születnek – Loo (Roger Fan)
- Uncsitesók – Anzle
- Atomjárat – Jerry Carnel (Kevin Dillon)
- A belső ember – Steve-O (James Ransone)[4]
- Bronxi mese – Willy Williams (Sobe Bailey)
- Bűnügyi regény
- A csajok háborúja – ’Nathan Nate’ Lerner (Bryan Greenberg)
- Csipkerózsika – Richard herceg
- Dalok ismerkedéshez – Dev (Rafi Gavron)
- Dilis randi – Packer Ellison (Ian Virgo)
- Euro túra – Cooper Harris (Jacob Pitts)
- Elah völgyében – Steve Penning tizedes (Wes Chatham)
- Életveszély – Marty Zeller (Sergio Di Zio)
- Az elveszett szamaritánus – William Archer (Ian Somerhalder)
- Eszement zaci – Vernon (Lukas Haas)[5]
- A Föld inváziója – Csata: Los Angeles – Nick Stavrou tizedes (Gino Anthony Pesi)[6]
- Gyilkos sorok – Rideg harcos – John Mendoza (Santiago Douglas)
- Háborúzni mentem, Kelly! – Lance (Billy Kay)
- Halálos megtorlás – Phil Cochran (John Prosky)
- Itt a földön – Jasper Arnold (Josh Hartnett)
- A kaméleon – A renegát – Edward Ballinger (Yannick Bisson)
- Kőagy őrnagy – Alex Stone kadét (Steven Martini)
- Kötelék nélkül – Rip (Thomas Ian Nicholas)
- Különösen veszélyes – Stephen Barnes (Simon Baker)
- LOL – James (Jay Hernandez)[7]
- Majom a havon – Stanley (Robert Tinkler)
- Mianyánk kivan
- Micsoda srác ez a lány – Justin (Robert Hoffman)
- A nagy vakáció
- Ne hagyd magad, Bill! – Chip Johnson (Timothy Olyphant)
- Odd Thomas – A halottlátó – Bern Eckles járőr (Kyle McKeever)
- Serenity – Hoban Washburne (Alan Tudyk)
- Séta a múltba – Landon (Shane West)
- Sodró lendület – Dan Mott (Seth Green)
- Szellemkép – Wade (Waylon Payne)
- Szextúra – Ezekiel (Seth Green)[8]
- Tekken – Kazuya Mishima (Ian Anthony Dale)
- Vámpíros Szivatós film – Antoine (B. J. Britt)
- A véres dinasztia – A Borgia-család története – Giovanni Borgia (Sergio Múñiz)
- Vihar – Franco Ramirez (Jorge Pallo)
- Kertitörpe-kommandó – troggok

### Sorozatok
- 24 – A negyedik nap : 11:00 p.m.-12:00 a.m. – Jason Girard (T.J. Thyne)
- 90210 – Sean Cavanaugh (Josh Henderson)
- Aaron Stone – S.T.A.N. (J.P. Manoux)
- Ally McBeal – Glenn Foy (James Marsden)
- Amynek ítélve – Kevin Rahm (Kyle McCarty)
- A Baker Street-i vagányok : Ipsissimus – Alan Crawley (Pip Carter)
- Bostoni halottkémek – Woody Hoyt (Jerry O’Connell)
- Castle : Veszedelmes viszonyok – Brent Johnson (Michael Graziadei)
- CSI – Miami helyszínelők : Rendőrgyilkosság – Patrick Brookner (Trevor Morgan)
- Cobra 11 – Semir Gerkhan főfelügyelő (Erdoğan Atalay)
- Család csak egy van – Warney (Justin Rosniak)
- Csillagkapu : Démonok – Simon (David McNally)
- Csillagkapu – Atlantisz : Puccs – Ladon Radim (Ryan Robbins)
- Csillagkapu – Atlantisz : A bárka – Herick (Joris Jarsky)
- Csillagkapu: Atlantisz : Az elveszett törzs – Asgard vezető (Joris Jarsky, csak hang)
- Csillagközi romboló – Galen "Főnök" Tyrol (Aaron Douglas)
- Dawson és a haverok – Pacey Witter (Joshua Jackson)
- A Degrassi gimi – Joey Jeremiah (Pat Mastroianni)
- Döglött akták : Rossz környék – Derek Jackson (Arjay Smith)
- Döglött akták : Az utolsó kívánság – Nathan (Charlie Bodin/Bryce Lenon)
- Az elnök árnyékában – Kurt Tannen (Cliff Chamberlain)
- Az elnök embere : Érdemjegy – Roy Schaeffer (Stephen O’Reilly)
- Erica világa – Brent Kennedy (Morgan Kelly)
- Fatmagül : Selim Yaşaran (Engin Öztürk)
- A főnök : L.A. Woman – Craig Sherman (Greg Rikaart)
- Futótűz : A parti – Win Acosta (Kyle Lupo)
- A Grace klinika – Dr. George O’Malley (T. R. Knight)
- Gyilkos sorok : Hadakozó komédiások – Wylie Ledbetter rendőr tizedes (David Knell)
- H2O – Egy vízcsepp elég – Zane Bennet (Burgess Abernethy)
- Halálbiztos diagnózis – Dr. Jesse Travis (Charlie Schlatter)
- Hatosfogat – Keith Carlson (Trevor Fehrman)
- Hősök – Peter Petrelli (Milo Ventimiglia)
- Jake 2.0 – A tökéletes ügynök – Seymour (Tyler Labine)
- A királyi ház titkai – Jongdal (Lee Kwang Soo)
- A kiválasztott – Az amerikai látnok – Chuck Fishman (Fisher Stevens)
- Kaliforniába jöttem – Carlton Banks (Alfonso Ribeiro)
- Kisvárosi gyilkosságok : Halálos orchideák – Jonathan Makepeace (Geoffrey Streatfield)
- Kisvárosi gyilkosságok : A halottak visszatérnek – Rob Pride (Tom Bennett)
- Külvárosi rendőrök – Ricky Memphis (Mauro Belli)
- Lost – Eltűntek – Boone (Ian Somerhalder)
- Második esély – Jorge San Román (Sergio Catalán)
- A mentalista : A skarlát betű – Elliot Batson (Paul Fitzgerald)
- A mentalista : Vörös riasztás – Drew Abner (Michael McMillian)
- A Mester és Margarita : Behemót (Vano Miranyan)
- Monk – A flúgos nyomozó – Randy Disher hadnagy (Jason Gray-Stanford)
- Monte Cristo grófja – Albert De Morcerf (Stanislas Merhar)
- NCIS : Az igazság odaát van – Wong tengerészaltiszt (James Huang)
- NCIS: Los Angeles : Kísért a múlt – Jon Donnelly (David Monahan)
- Nem ér a nevem – Todd (Barry Watson)
- Nikita, a bérgyilkosnő – Seymour Birkoff (Matthew Ferguson)
- Ördögi kör – Horacio (Carlos Humberto Camacho)
- Őslények szigete – David Scott (Shiloh Strong)
- Rejtély – Peter Bishop (Joshua Jackson)
- Sabrina, a tiniboszorkány – Harvey Dwight Kinkle (Nate Richert)
- Sherlock és Watson : Gyerekjáték – Marcus Bell nyomozó (Jon Michael Hill)
- Smallville – Lex Luthor (Michael Rosenbaum)
- Stingers – Oscar Stone (Ian Stenlake)
- Szeretni beindulásig – Rubén Ceferino Farías (Héctor Anglada)
- Szeretni bolondulásig – Agustín Higueras Ledesma (Aitor Iturrioz)
- Szívek szállodája – Jess (Milo Ventimiglia)
- Szívtipró gimi – Ryan Scheppers (Rel Hunt)
- Thérese nővér.com – Christopphe Vilard (Nicolas Devanne)
- Titkok és szerelmek - Artemio Salazar (Rodrigo Vidal)
- A vámpír, a vérfarkas és a szellem – Owen (Gregg Chillin)
- Vámpírnaplók – Alaric Saltzman (Matthew Davis)
- Veronica Mars – Duncan Kane (Teddy Dunn)
- Vészhelyzet – dr. Simon Brenner (David Lyons)

### Rajzfilmek, animék
{{Oszloplista|2|
- Andy - Andy, a vagány
- Kukucska - Kukucska kalandjai
- Ma-ti - (A bolygó kapitánya)
- Richard Spitz - (Sharon naplója)
- Arnold - (A varázslatos iskolabusz)
- Rupert maci - (Rupert, 1991 sorozat)
- Foxi - (Fixi, Foxi és barátaik)
- Chum Chum - Fanboy és Chum-Chum
- Chester McBadbat - Tündéri keresztszülők
- Chappa a király - Dragon Ball
- Yayirobe - Dragon Ball Z
- Koga - Pokémon
- Franklin - (Franklin a kisteknős)
- Frankin - Franklin és barátai
- Tabaluga - (Tabaluga)
- Matt - (Cyberchase, avagy kalandozások a cyber világban)
- Gerald - (Hé Arnold!)
- Phil Deville - Fecsegő tipegők
- Maurizio di Mauro a cica - (Wunschpunsch, a varázskoktél)
- Miguel - (Maya és Miguel)
- Ojo - (Mackó a nagy kék házból)
- Aang - Korra legendaja
- Gil - Johnny Test
- Lawson - Szünet
- Kid Flash - Az igazság ifjú ligája
- Nolo Pasaro - Hot Wheels AcceleRacers
- KO Joe - Chop Socky Chooks
- Rudi - Rudi és Trudi
- Pocok - (Nils Holgersson) (2.hang)
- Clyde Donovan, Dougie, Kákabélű - (South Park)
- Yai - (Dragon Ball)
- Jordan - (Oban Star Racers)
- Dinko - (Pet Alien)
- Spike - (Én kicsi pónim: Varázslatos barátság)
- Jerry - (Három jóbarát és Jerry)
- Tüskés - (Az én kicsi pónim)
- Masamune - Soul Eater - Lélekfalók
- Takakura Kyosuke - Nana
- Jadeite, Zoisite, Motoki, Ail, Tennó Haruka - Sailor Moon
- Miyanoshita Keiichiro - Bújj, bújj, szellem!
- Zaku Abumi - Naruto (Animax-változat)
- Shishiwaka Maru - Yu Yu Hakusho – A szellemfiú
- Pesshe Gatiishe - Bleach
- Marco Kaviár - Yu-Gi-Oh!
- Chazz Princeton - Yu-Gi-Oh! GX
- Casey Jones - Tini Nindzsa Teknőcök (televíziós sorozat, 2012)
- Fukagawa Haruka - Love*Com
- Kevin - Beyblade
- Pops - Parkműsor
- Milo Fishtooth - Pecatanya
- Pinter - Sheen bolygója
- D'Jok - Galactik Football
- Dex - Monsuno
- Mr. Whiskers (later episodes) - (Brandy és Mr. Bajusz)
- Pecola - Pecola
- Botsáska - Uhu és pajtásai
- Jeges - Medvetesók
- Reggie - Krétazóna
- Ballister Boldheart - Nimona
- Denzel Dugglemonster (Ölelörny Henry)

### TV és reality műsorok
- A föld legviccesebb állatai
- Meztelen szépség – Miss Naked Beauty
- A nagy házalakítás – Extreme Makeover: Home Edition (Ty Pennington)
- A Nagy Ő – Chris a műsorvezető
- Nyers Erő (RAW) – Michael Cole
- Verhetetlen Banzuke (Unbeatable Banzuke) – a kommentátor hangja

## Díjai
- Nívó díj és a legjobb gyerekszereplő díja a Veszprémi Tévétalálkozón a Fagylalt tölcsér nélkül című filmben nyújtott alakításáért (1990)[9]